# Joe McGrath (football)
Joe McGrath, né vers 1945 à Dublin (Irlande), est un joueur et entraîneur de football irlandais.
Joueur de niveau très modeste, McGrath se fait davantage connaitre comme entraîneur, en dirigeant notamment l'équipe de Nouvelle-Zélande de football de 1997 à 1998. Son fils Derek (en) est également footballeur.

## Carrière
McGrath porte au début de sa carrière les maillots de Dundalk (1963-1966), Drumcondra puis Limerick. En juin 1966, il dispute le premier match de l'équipe d'Irlande des moins de 23 ans (en), contre la France. Il semble arrêter sa carrière sportive en 1968, vers 23 ans. 
Devenu entraîneur, il prend en 1985 la suite de Liam Tuohy comme responsable des sélections de jeunes à la Fédération d'Irlande de football (FAI). En parallèle, il est nommé en 1990-1991 entraîneur de Kilkenny City. En 1997, il est recruté par la Fédération de Nouvelle-Zélande de football pour prendre la suite de l'Écossais Keith Pritchett à la tête de l'équipe de Nouvelle-Zélande de football. Il dirige douze matchs, pour trois victoires et six défaites. Finalement il rentre en Irlande dès l'été 1998 pour prendre en charge le Bohemians FC, un des principaux clubs du pays, où il fait venir plusieurs joueurs néo-zélandais et où il retrouve son fils Derek (en). Il ne reste finalement que quelques matchs sur le banc des Bohs. Il reprend du service en 2000-2001 sur le banc de Kilkenny City.